# Weilar
Weilar är en kommun och ort i Wartburgkreis i förbundslandet Thüringen i Tyskland.
Kommunen ingår i förvaltningsgemenskapen Dermbach tillsammans med kommunerna Dermbach, Empfertshausen, Oechsen och Wiesenthal.